# Dendrobium kontumense
Dendrobium kontumense är en orkidéart som beskrevs av François Gagnepain. Dendrobium kontumense ingår i släktet Dendrobium, och familjen orkidéer. Inga underarter finns listade i Catalogue of Life.